# HD 4308
Désignations
HD 4308 est un système constitué d'une étoile et d'une exoplanète, cette dernière désignée HD 4308 b. Elle se situe à 71,9 années-lumière de la Terre dans la constellation du Toucan.
HD 4308 est une naine jaune de type spectral G6 V.